# Annabel Guérédrat
Annabel Guérédrat, née en 1974 à Nouméa (Nouvelle-Calédonie), est une chorégraphe danseuse, performeuse et « sorcière » française.

## Biographie
Annabel Guérédrat, vivant en Martinique, elle est certifiée universitaire en master I de lettres et d’histoire à la Sorbonne, diplômée d’Etat de danse contemporaine. Elle s’intéresse à l’écologie décoloniale, à l’afroféminisme et à la parenté. Elle est membre de la compagnie de danse afro-brésilienne Orisha. Elle est formée en danse butoh, en pilates, en ashtanga et iyengar yoga et en techniques release. Après avoir créé en 2003 la compagnie Artincidence. Depuis 2006, elle danse dans le milieu de la prostitution, carcéral, éducatif, médical et socio-humanitaire et collabore avec des chorégraphes Caribéens, Sud-américains et Africains.
Elle intervient à S.O.S Maternité et à Kap Caraïbes pour la communauté LGBTQI, en 2012, elle a créé le trio Women, part two: you might think i’m crazy but i’m serious qui s'interroge sur le corps politique et la posture sociale des femmes noires et métisses dans les Caraïbes. Elle a ouvert ses premiers ateliers «Danser son intime» en 2013, à Fort de France avec l’U.F.M. Et en mars 2014, elle écrit un solo A woman. En novembre 2014, elle anime un atelier Colored women in a white world avec six jeunes femmes noires performeuses au Ballhaus de Berlin, pour développer leur potentiel performatif.
En 2017 puis 2019, elle crée les deux premières éditions du festival international d’art performance (FIAP Martinique) avec H. Tauliaut[réf. nécessaire].